# Lisia Góra (gromada)
Lisia Góra – dawna gromada, czyli najmniejsza jednostka podziału terytorialnego Polskiej Rzeczypospolitej Ludowej w latach 1954–1972.
Gromady, z gromadzkimi radami narodowymi (GRN) jako organami władzy najniższego stopnia na wsi, funkcjonowały od reformy reorganizującej administrację wiejską przeprowadzonej jesienią 1954 do momentu ich zniesienia z dniem 1 stycznia 1973, tym samym wypierając organizację gminną w latach 1954–1972.
Gromadę Lisia Góra z siedzibą GRN w Lisiej Górze utworzono – jako jedną z 8759 gromad na obszarze Polski – w powiecie tarnowskim w woj. krakowskim, na mocy uchwały nr 30/IV/54 WRN w Krakowie z dnia 6 października 1954. W skład jednostki weszły obszary dotychczasowych gromad Lisia Góra i Breń oraz przysiółek Wychylówka z dotychczasowej gromady Kobierzyn ze zniesionej gminy Lisia Góra w tymże powiecie. Dla gromady ustalono 23 członków gromadzkiej rady narodowej.
29 lutego 1956 do gromady Lisia Góra przyłączono obszar przysiółek Zagórze ze wsi Pawęzów o powierzchni 25 ha, 25 a, 29 m² z gromady Krzyż oraz przysiółek Zagórze ze wsi Śmigno o powierzchni 9 ha, 50 a, 75 m² z gromady Łukowa.
1 stycznia 1958 do gromady Lisia Góra przyłączono wieś Pawęzów (bez terenów o powierzchni 101 ha, 17 a, 11 m² stanowiących część przysiółka Kolonia Pawęzowska) ze znoszonej gromady Krzyż.
31 grudnia 1959 do gromady Lisia Góra przyłączono obszar zniesionej gromady Zaczarnie oraz wsie Śmigno i Kobierzyn ze zniesionej gromady Łukowa.
Gromada przetrwała do końca 1972 roku, czyli do kolejnej reformy gminnej. 1 stycznia 1973 reaktywowano gminę Lisia Góra.